# Hrob (stacja kolejowa)
Hrob – stacja kolejowa w Hrobie, w kraju usteckim, w Czechach. Znajduje się na wysokości 395 m n.p.m.
Jest zarządzana przez Správę železnic. Na stacji nie ma możliwości zakupu biletów, a obsługa podróżnych odbywa się w pociągu.

## Linie kolejowe
- 135 Most - Moldava v Krušných horách